# Zita de Lucca
Zita de Lucca (Monsagrati, 1218 - Lucca, 27 de abril de 1278) fue una trabajadora doméstica y religiosa italiana. Canonizada por la Iglesia, es considerada patrona de la ciudad de Lucca. Sus emblemas son las llaves, símbolo del servicio, y las azucenas, símbolo de la pureza. En ocasiones también se la suele representar con un balde en la mano.
El nombre Zita es una variante toscana de "cita" o "citta", que significa muchacha, y por extensión, virgen.
Zita nació en la localidad de Monsagrati, en la actual provincia de Lucca, dentro de una familia pobre. A los doce años entró a servir en la casa de la familia Fatinelli en la ciudad de Lucca. Pronto se ganó el aprecio de la familia por su dedicación al trabajo doméstico, y de los pobres por su generosidad y caridad con lo que lograba economizar. Se cuenta que otra empleada doméstica de los Fatinelli, envidiosa de Zita, comenzó a insinuar que ésta robaba en la casa para dar limosna a los pobres. Un día que Zita llevaba su delantal lleno con mercancía para sus obras de caridad, el patrón le preguntó qué llevaba, a lo que Zita respondió que sólo llevaba flores; cuando abrió el delantal, cayeron sólo flores.
Zita murió en paz en la casa de los Fatinelli el 27 de abril de 1278. Tenía 60 años y había servido y edificado a la familia durante 48.

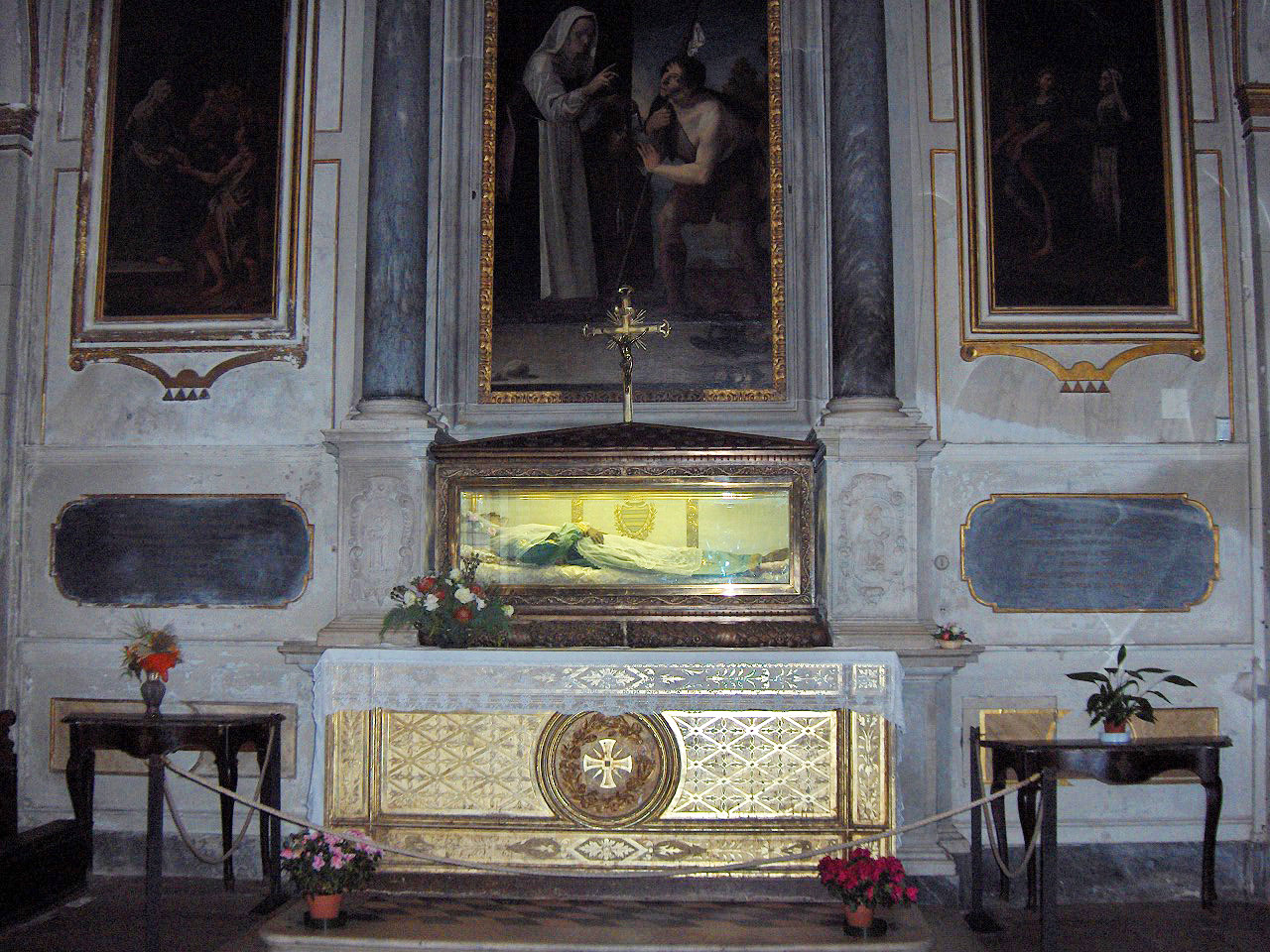
Cuerpo incorrupto de Santa Zita de Lucca en la basílica de San Frediano (Lucca, Italia).

Fue tanto el aprecio hacia Zita, que a su muerte fue sepultada en la Basílica de San Frediano, en la ciudad de Lucca. A partir de entonces creció su culto y fue convertida en santa patrona de la ciudad. La importancia de Zita en Lucca fue tan grande, que en ocasiones la misma ciudad fue referida como Santa Zita. Dante, en la Divina Comedia, haciendo referencia a un viejo magistrado de Lucca, lo señala como "el anciano de Santa Zita".
Su cuerpo incorrupto permanece aún en ese templo, y es objeto de peregrinaciones. Su culto fue aprobado en 1696 por el papa Inocencio XII. Santa Zita fue proclamada patrona de las trabajadoras domésticas por Pío XII, y actualmente es también patrona de los panaderos. Su festividad es el 27 de abril.